# Kingdom Holding Company
 Kingdom Holding Company ( árabe : شركة المملكة القابضة ) é uma holding de investimentos com sede em Riyadh, Arábia Saudita. Trata-se de uma empresa cotada na Tadawul (Bolsa de Valores da Arábia Saudita). A KHC consiste em uma seleta equipe de especialistas em investimento experientes, dirigido por príncipe Alwaleed bin Talal. A empresa se descreve como uma empresa de investimento diversificada, cujo principal interesse são / serviços bancários financeiros, imobiliário , hotéis, meios de comunicação, entretenimento e Internet / tecnologia.
Seus investimentos incluem (ou ter incluído) [ 1 ]
- 360buy ( China / 100%) (presente)
- Citigroup (presente / 2%) (EUA)
- EuroDisney
- Four Seasons Hotels & Resorts (presente / 47,5%) ( Canadá )
- Fairmont Hotels and Resorts (presente / 1 quarto / compartilhada com o governo do Qatar e da empresa American Colony Capital) (Canadá)
- Hotel George V , Paris (100%) (presente) ( França )
- KADCO Egito (presente / 100%) ( Egito )
- Hospital das Clínicas-Consulting Unido [ carece de fontes? ] (presente) (100% / Arábia Saudita)
- Unido Hotéis Investments , (100% / Arábia Saudita) (presente)
- Escolas Unido (presente) (100% / Arábia Saudita)
- Lebanese Broadcasting Corporation (presente) (100% / Líbano )
- Mövenpick Hotels & Resorts (Alemanha [ carece de fontes? ] ) (presente / 33%)
- NAS Arábia Saudita (presente / 100% / Arábia Saudita)
- Nacional Industrialização Empresa (Arábia Saudita / presente / 100%)
- News Corporation (presente / 1%) (EUA)
- Grupo Rotana (em árabe: روتانا), a maior empresa de entretenimento do mundo árabe (presente / 100%) (Arábia Saudita)
- Grupo Savola (presente) (Arábia Saudita) (100%)
- Arábia Research & Marketing Group (presente) (100%) (Arábia Saudita)
- Twitter [ 2 ] (apresentar / 2%) (EUA)

A empresa é conhecida por contratar em 2004 capitão Hanadi Zakaria al-Hindi , a primeira mulher saudita de piloto comercial , que treinou na Academia de Aviação do Oriente Médio em Jordan . [ 3 ]
É o proprietário do e foi o principal desenvolvedor do Centro Unido em Riad, na Arábia Saudita.
Kingdom Holding é um investidor ativo na região subsaariana da África através Unido Gestão de África, uma empresa de capital privado e subsidiária com sede na África do Sul ,Gana e Nigéria . Kingdom África é dirigida por J. Kofi Bucknor e se concentra em investimentos de capital próprio crescimento.
Em 2007, a empresa comprometeu-se a compra de um Airbus A380 "Flying Palace" para 485,000 mil dolares, [ 4 ] No entanto de acordo com o diretor financeiro da a Kingdom Holding o avião foi vendido. [ 5 ]
Em abril de 2010, a empresa vendeu sua participação na Raffles Holdings International em um negócio no valor de cerca de 847.000 mil dólares americanos. [ 6 ]